# Francesc Cros Reig
|  | Per al cantant de sarsueles reusenc «Francesc Cros Damunt» |

Francesc Cros Reig (Vinaròs, 8 d'octubre de 1873 - Reus, 15 de gener de 1959) va ser un mestre d'escola i pedagog català.
Quan va acabar la carrera de magisteri, s'instal·là a Reus el 1900, on va obrir un col·legi particular al carrer de la Presó, que va traslladar al cap d'uns anys al carrer de la Font, al costat de la plaça de sant Pere. Pels seus mètodes pedagògics, el seu col·legi va agafar molt de prestigi i era un dels més famosos a l'època. Entre els seus alumnes hi havia reusencs molt coneguts després, com ara Salvador Vilaseca. Durant la República, Francesc Cros va defensar l'ideari republicà a la premsa local i durant la guerra civil es va establir a l'antiga casa dels Espuny on continuava amb l'escola. Acabada la guerra, va ser depurat pel nou règim, que va estar a punt de retirar-li el títol acadèmic. Finalment va poder reobrir el seu centre d'ensenyament, ara al raval de Martí Folguera, col·legi que després es va convertir en el Col·legi Guarque.
L'any 1952 la societat civil reusenca li va tributar un homenatge, per la seva dedicació a l'ensenyament, homenatge on es va gestar la fundació de l'Associació d'Estudis Reusencs. Va publicar alguns llibres que utilitzava a l'escola: Apuntes de aritmética práctica i Apuntes de gramàtica práctica, impresos a Reus. La ciutat de Reus li va dedicar un carrer entre la plaça d'Europa i l'avinguda de Salou.